# Ragnar Bragason
Ragnar Bragason, (født 15. september 1971 i Súðavík, Vestfirðir), er en islandsk filminstruktør.

## Filmografi
- Forældre (2008)
- Børn (2006)

## Ekstern henvisning
- Ragnar Bragason på Internet Movie Database (engelsk)
- Ragnar Bragason på Filmdatabasen
- Ragnar Bragason på Scope
- Ragnar Bragason på Svensk Filmdatabas (svensk)
- Ragnar Bragason på AlloCiné (fransk)
- Ragnar Bragason på AllMovie (engelsk)
- Ragnar Bragason på The Movie Database (engelsk)